# Иън Къртис
Иън Къртис е английски музикант и поет.
Той е член на пост-пънк групата Джой Дивижън (Joy Division). Вокал и основен текстописец, той става водещата фигура в нея, а групата оказва влияние на музиката от 80-те и 90-те. На 19-годишна възраст се жени за Дебора – негова съученичка, която по това време е на 18 години. Двамата имат едно дете – Наталия (1979). Къртис страда от епилепсия и депресия.
Иън Къртис се самоубива през 1980.